# Vendetta di sangue
Vendetta di sangue (Vicious Circle) è un romanzo d'avventura scritto da Wilbur Smith nel 2013, ed è il secondo romanzo della trilogia di Hector Cross, dopo La legge del deserto.

## Trama
Il romanzo si apre con Hazel, Bannock, che aspetta una bambina concepita per merito del nuovo marito Hector Cross. A pochi giorni dal parto, Hazel, accompagnata da Hector, va da ginecologo per un controllo; la sera tornano a casa su due auto diverse poiché Hector aveva appena acquistato la sua nuova Range Rover. I due vengono però intercettati da due killer, al servizio di un delinquente di nome Aleutian, che faceva parte di una gang di strada chiamata Malik: i sicari con uno stratagemma riescono a bloccare temporaneamente l'auto di Hector e a ferire mortalmente Hazel. Hector però riesce a raggiungere la moglie e a uccidere i due uomini, poi carica Hazel con precauzione in auto e la porta in ospedale ancora viva. Qui Hazel partorisce una bambina, Catherine Calya, in ottima salute, ma muore per la ferita subita, senza riprendere conoscenza.
Caduto nella disperazione, Hector intende vendicare la moglie, anche perché sa che il prossimo bersaglio sarà probabilmente la figlia. Ricostituisce quindi la squadra militare operativa di un tempo, con i suoi bracci destri Dave Imbiss e Paddy O'Quinn, per investigare e organizzare la sua vendetta personale. In un primo tempo teme che la Bestia sia responsabile e individua il discendente del terrorista islamico da lui ucciso Adam Tippu Tip, che predica in Arabia: lo raggiunge ma capisce e si convince che è totalmente estraneo alla morte dì Hazel, quindi è costretto a cominciare da zero le indagini. Riesce a giungere a Aleutian, ma lo uccide durante la cattura e di nuovo brancola nel buio.
Finalmente però si apre uno spiraglio grazie all’avvocato Jo Stanley, che lo mette a conoscenza di fatti terribili accaduti nella famiglia dello scomparso marito di Hazel, Henry Bannock, fondatore della Bannock Oil Corporation. Prima di sposare Hazel, Henry era stato sposato con una donna, di cui aveva adottato il figlio Carl e dalla quale aveva avuto due figlie: entrambe erano state violentate dal fratello Carl Bannock che per questa ragione era stato condannato a più di una decina di anni. Dalla prigione, aiutato da Johnny Congo, un detenuto nero in attesa della pena capitale, aveva fatto uccidere la madre, nel frattempo divorziata da Henry, e le due sorelle, per vendetta e per il pieno controllo della Bannock Oil; il video delle uccisioni era stato inviato al padre adottivo, provocandone la morte. La vittima successiva era stata Hazel, e aveva anche tentato di uccidere Catherine, tentativo però sventato da Hector. Uscito dal carcere, Carl aveva aiutato Johnny a fuggire e si erano recati in Africa, sulle rive del lago Tanganica, nel minuscolo stato di Kazundu a capo del piccolo regno privato che si erano costruiti.
È proprio in quel luogo che Hector Cross, aiutato da Jo Stanley con cui inizia una relazione, organizza la spedizione militare, uccide Carl Bannok e cattura Johnny consegnandolo all'FBI perché sia eseguita la condanna a morte. Il romanzo di conclude con la notizia che arriva a Hector Cross della fuga di Johnny Congo dal carcere, portando alla nuova avventura che sarà raccontata nel romanzo successivo.

## Edizioni italiane
- Vendetta di sangue, traduzione di Lucio Zarchini, Collana La Gaja Scienza, Milano, Longanesi, 31 gennaio 2013,  p. 510, ISBN 978-88-304-3262-8. - III ed., 2013, ISBN 978-88-304-3906-1; Collana I Grandi, Milano, TEA, maggio 2014-2017, ISBN 978-88-502-3576-6; Collana SuperTea, TEA, giugno 2015-2023, ISBN 978-88-502-4029-6; Collana Best thriller, Milano, Superpocket, 2017, ISBN 978-88-698-0031-3.